# FEINE
Die Consejos de Pueblos y Organizaciones Indígenas Evangélicas del Ecuador (FEINE) (deutsch Räte der evangelischen indigenen Völker und Organisationen Ecuadors; früher spanisch Federación Ecuatoriana de Indígenas Evangélicos ‚Ecuadorianische Föderation evangelischer Indigener‘) ist eine Organisation der Indigenenbewegung in Ecuador, die 1980 gegründet wurde und die evangelischen Indigenen in Ecuador vertritt. Sie hat ihren Schwerpunkt in der Sierra und ist nach der CONAIE die zweitgrößte indigene Organisation in Ecuador.
Ähnlich wie die CONAIE mit Pachakutik tritt die FEINE seit 1998 mit Amauta Jatari (jetzt: Movimiento Político Independiente Amauta Yuyai) zu Wahlen an und ist so mit einem Sitz in der Nationalversammlung vertreten.